# Operação Moonshot
A Operação Moonshot é um programa do governo britânico para introduzir no mesmo dia testes em massa para a COVID-19 em Inglaterra como forma de permitir grandes concentrações de pessoas naquele país, mantendo ao mesmo tempo o controlo sobre o vírus. De acordo com o British Medical Journal, o programa visa a realização de 10 milhões de testes por dia até 2021.
O programa suscitou preocupações devido ao seu custo previsto de 100 mil milhões de libras esterlinas, de acordo com um documento governamental divulgado, o que representa cerca de três quartos do custo total anual do NHS England. Os estatísticos advertiram ainda que, dadas as imprecisões inerentes a qualquer teste, os testes em massa a esta escala são susceptíveis de causar centenas de milhares de falsos positivos por dia, o que resulta no grande número de pessoas a quem é dito que estão infectadas quando não estão.
A 22 de Outubro de 2020, foi noticiado que o projecto tinha sido "subsumido" ao programa Teste e Rastreio do SNS gerido por Dido Harding. A partir de Abril de 2021, o Reino Unido continua a dar particular ênfase ao rastreio em massa utilizando testes de fluxo lateral, disponíveis como kits em casa.

## Descrição
O teste proposto para o programa dependia do desenvolvimento de nova tecnologia para amostras de saliva, ou amostras de esfregaço para dar uma leitura positiva ou negativa em minutos, em vez de exigir análises num laboratório, um processo que pode demorar vários dias. Desta forma, é descrito pelos meios de comunicação social, incluindo o Sheffield Telegraph, como sendo semelhante a um teste de gravidez. Ao disponibilizar um teste deste tipo, é projectado para negar a necessidade das pessoas viajarem para um centro de testes, algo que pode exigir uma longa viagem. Na altura do lançamento, a única tecnologia global comprovada para testes COVID-19 na altura baseava-se na PCR.

## Estrutura
A operação teve lugar dentro da resposta do Departamento de Saúde e Assistência Social (DHSC) do Reino Unido à COVID-19. Inicialmente, era um programa governamental separado, mas acabou por ser integrado no programa nacional de T&T do Serviço Nacional de Saúde e Assistência Social. No âmbito da operação, foram criadas várias equipas semi-independentes a ritmo acelerado para desenvolver e avaliar tecnologias COVID-19 que na altura eram essencialmente experimentais e não provadas.
O mandato de cada equipa era estabelecer e desenvolver uma forma única de testes COVID-19. Cada equipa tinha uma liderança académica e concentrava-se no desenvolvimento de uma única tecnologia LAMP, LAMPore, Espectometria de massa, RNA LAMP, PCR de ponto de tratamento, testes de fluxo lateral de leitor de máquinas e testes de fluxo lateral não baseados em máquinas ou testes rápidos.
Os planos de triagem e avaliação da tecnologia baseada em máquinas foram liderados pelo TVG (Technical validation group) do governo britânico e a tecnologia não baseada em máquinas pelo COVID-19 Oversight group com a contribuição da Public Health England, National Health Service, consultores académicos/científicos e DHSC.
O desenvolvimento do LAMP foi liderado pelo Prof. Keith Godfrey na Universidade de Southampton.
Oxford Nanopore desenvolveu uma tecnologia chamada LAMPore. Foram contratados para entregar milhões de testes baseados num novo método de teste chamado Transcriptase Loop Amplification (LAMP) que se encontra actualmente em desenvolvimento; espera-se que estes testes sejam capazes de entregar um resultado em menos de uma hora. O governo pagou também £323 milhões por 90 milhões de kits de teste de saliva de 20 minutos, produtos químicos e 600 máquinas "Genie HT" feitas pela OptiGene, uma empresa sediada em Horsham, Sussex.

## História
O projecto foi anunciado num briefing de Downing Street por Boris Johnson, o primeiro-ministro britânico, a 9 de Setembro de 2020. Johnson sugeriu que os testes em massa seriam uma forma de permitir a reabertura de locais desportivos e de entretenimento após o seu encerramento no início da pandemia, e a possibilidade de as pessoas se reunirem para as festas de Natal. Até esse momento, os cientistas tinham utilizado testes para identificar pessoas que dessem um resultado positivo para o vírus, mas Johnson delineou o que descreveu como "a abordagem 'Moonshot'", um teste que mostraria pessoas que são negativas e não representam um risco potencial para os outros, dando-lhes assim um "passe de liberdade" para assistir a eventos e reunir-se com outros "de uma forma pré-Covidiana". Foi anunciado um esquema piloto para eventos indoor e outdoor em Salford, Grande Manchester, com início previsto para Outubro, com planos para um lançamento nacional a partir daí. Contudo, na altura não estava claro que tipo de testes poderia ser utilizado para testes em massa, embora fosse claro que poderia envolver ou a detecção de antigénio viral usando fluxo lateral ou a amplificação isotérmica mediada por Loop de Transcrição Inversa. A 18 de Agosto, a pedido dos ministros do Departamento de Saúde e Assistência Social do Reino Unido, da Saúde Pública Inglaterra Porton Down e da Universidade de Oxford foram solicitados a desenvolver a infra-estrutura de investigação clínica e avaliação necessária para identificar os dispositivos de fluxo lateral mais promissores com as melhores características de desempenho.
Cerca de uma semana antes do anúncio de Johnson, Matt Hancock, o Secretário de Estado da Saúde, tinha anunciado que o governo forneceria um financiamento no valor de 500 milhões de libras para o desenvolvimento de um teste de saliva que produziria um resultado em 20 minutos. Tais testes seriam utilizados em locais de trabalho e de lazer para testar regularmente os que entrassem nas instalações. O programa tem como objectivo fornecer 10 milhões de testes por dia até 2021, dando-lhe a capacidade de testar toda a população do Reino Unido todas as semanas, com cirurgias de GP e farmácias utilizadas para tornar o acesso público aos testes muito mais fácil.
Várias empresas do sector privado foram inscritas no programa, incluindo a GSK para o fornecimento de testes, AstraZeneca para capacidade laboratorial, e Serco e G4S para armazenamento e logística. Um dos consultores do governo sobre testes rápidos é o epidemiologista de Harvard Michael Mina, que sugeriu um "moonshot" semelhante nos Estados Unidos.
Até 13 de Outubro de 2020, o projecto-piloto de Salford - inicialmente previsto para envolver testes regulares a todos os 254.000 residentes - tinha sido significativamente reduzido, com fontes governamentais a afirmar que agora estaria "centrado em ambientes e grupos de alto risco", com testes oferecidos aos residentes "em algumas áreas de habitação de alta densidade". A 19 de Outubro de 2020, o governo anunciou o início de um piloto de LAMP e testes de fluxo lateral para pessoal assintomático em hospitais de Manchester, Southampton e Basingstoke, com "escolas, universidades e lares nas regiões mais afectadas" a seguir numa data posterior.
A 22 de Outubro de 2020, foi noticiado que a Operação Moonshot tinha sido e "subsumida" ao programa NHS Test and Trace (NHSTT) gerido por Dido Harding. Uma carta legal de advogados governamentais respondendo a uma proposta do Projecto de Lei Boa para escrutinar os montantes pagos pelo governo a empreiteiros privados, dizia: "A proposta referida no Project Moonshot Briefing Pack foi desenvolvida juntamente com o programa existente do NHS Test and Trace do Department of Health and Social Care (DHSC). O orçamento 'central' aprovado do NHSTT era de aproximadamente £12,1 mil milhões. A substância da proposta referida no Pacote de Briefing do Projecto Moonshot foi desde então subsumida dentro do NHSTT, reflectindo os requisitos políticos em rápida evolução e em constante evolução no campo dos testes. Tem vindo a ser referido como parte do programa de 'testes em massa' do NHSTT". Os planos de testes em massa anunciados prevêem testes semanais de até 10% da população de Inglaterra, utilizando milhões de kits de saliva de 30 minutos feitos pela empresa Innova, "para ajudar a controlar surtos localizados". Os directores locais de saúde pública seriam "elegíveis para receber semanalmente o número de testes equivalente a 10% da sua população".
Em 5 de Novembro de 2020", The Guardian informou que os testes rápidos de saliva "Direct RT-Lamp" feitos pela OptiGene e utilizados no ensaio-piloto em Salford e Manchester tinham identificado apenas 46,7% das infecções, o que significa que, num cenário real, mais de metade dos infectados seriam erradamente informados de que estavam livres de vírus. Um cientista de DHSC foi citado como tendo dito: "É incorrecto afirmar que os testes têm uma sensibilidade baixa, com um piloto recente a demonstrar uma sensibilidade técnica global de quase 80%, aumentando para mais de 96% em indivíduos com uma carga viral mais elevada, o que torna importante a detecção de indivíduos na fase infecciosa. O desafio agora é compreender as razões da diferença entre a sensibilidade reivindicada numa avaliação e as de várias outras.

## Recepção
O anúncio rapidamente atraiu o escrutínio de cientistas e peritos de saúde, que expressaram a sua dúvida sobre se era possível testar diariamente vários milhões de pessoas com uma rápida reviravolta com a capacidade laboratorial tal como estava na altura. Sir Patrick Vallance, o Conselheiro Científico Principal do Governo disse que seria "completamente errado presumir que isto é um afundamento que pode definitivamente acontecer", enquanto que a Dra. Jenny Harries, a médica chefe adjunta da Inglaterra, disse que o sucesso do programa dependeria da forma como o mesmo fosse tratado.
Os políticos da oposição, incluindo Jonathan Ashworth, o Secretário de Estado Sombra da Saúde, questionaram a viabilidade do programa quando o sistema já estava a lutar para lidar com o volume de testes que lhe era exigido. Em resposta às preocupações, Grant Shapps, o Secretário de Estado dos Transportes, disse que a tecnologia para implementar o sistema ainda não existia.

### Preocupações com a privatização e o custo do programa
A 10 de Setembro de 2020, o British Medical Journal citou um documento divulgado que previa que o processo custaria cerca de 100 mil milhões de libras esterlinas - relativamente ao custo total anual de 130 mil milhões de libras esterlinas do NHS England. O facto de os planos parecerem envolver uma proporção substancial desta soma a ser paga a empresas privadas atraiu comentários. Devi Sridhar (Universidade de Edimburgo) disse: "Há razões para dar os milhares de milhões extra ao NHS e pedir-lhe que o entregue. Tenho preocupações em torno do processo de licitação para estes contratos. O processo de concurso não é claro, e permite que muitas pessoas fiquem ricas com esta crise". Anthony Costello, antigo director da Organização Mundial de Saúde, falou no Twitter de "desperdício/corrupção a uma escala cósmica". Martin McKee, professor de saúde pública europeia na London School of Hygiene and Tropical Medicine, perguntou-se que escrutínio parlamentar haveria sobre as despesas.

Académicos das universidades de Glasgow, St. Andrews e Newcastle, escrevendo no Journal of the Royal Society of Medicine, afirmaram que a decisão de separar os departamentos locais de saúde pública e práticas gerais do sistema de testes do sector privado tinha resultado num "controlo retardado dos surtos", acrescentando: "Apesar das falhas deste sistema em grande parte privado e altamente centralizado de Testes e Rastreios do SNS, foi noticiado que o governo pretende aumentar a escala dos testes de modo a fornecer testes semanais a toda a população. A Deloitte e uma série de empresas comerciais estão a ser contratadas para os entregar ao abrigo da Operação Moonshot, um plano para aumentar os testes para 10 milhões por dia, a um custo de 100 mil milhões de libras - 70 por cento do orçamento anual do SNS para Inglaterra. ... Exortamos o governo de Westminster a pôr fim à privatização dos testes e a restabelecer e investir nos cuidados primários do Serviço Nacional de Saúde, saúde pública e serviços laboratoriais do Serviço Nacional de Saúde, e a redireccionar os recursos dos actuais programas de testes privados para os cuidados primários locais, laboratórios locais do Serviço Nacional de Saúde e sector de saúde pública local". O Projecto de Lei Boa iniciou uma acção legal contra o governo, argumentando que o programa é ilegal porque "envolve contratos privados potencialmente enormes que podem não ter sido submetidos a concurso e viola as próprias regras do governo sobre a relação custo-benefício.
O próprio Grupo Consultivo Científico para Emergências (SAGE) do governo afirmou, numa Declaração de Consenso datada de 31 de Agosto de 2020, ser importante "assegurar que qualquer programa de testes em massa proporciona um benefício adicional em relação ao investimento de recursos equivalentes em (i) melhorar a velocidade e a cobertura do Teste e Rastreio do SNS para casos sintomáticos [...] e (ii) a taxa de auto-isolamento e quarentena para aqueles que testam positivo (actualmente estimado em <20% de total adesão)"; acrescentou que "os testes em massa só podem levar a uma diminuição da transmissão se os indivíduos com um teste positivo empreenderem rapidamente um isolamento efectivo". Martin McKee disse que o programa "foca apenas uma parte do problema, os testes, e não diz nada sobre o que acontecerá aos que se revelarem positivos, uma preocupação particular dada a baixa proporção dos que aderem a conselhos para isolar - em parte devido à falta de apoio que lhes é oferecido". O governo disse, em resposta a pedidos de informação, que até agora tinham sido afectados 500 milhões de libras, e que os custos finais eram ainda desconhecidos.

### Perigo de falsos positivos nos testes em massa
Outra questão levantada por estatísticos como David Spiegelhalter (Universidade de Cambridge) é que os testes em massa são conhecidos por gerarem falsos positivos. O Professor Jon Deeks (Universidade de Birmingham, Cochrane) declarou que mesmo que um teste atingisse uma especificidade muito boa de 99%, o que significa que apenas 1% das pessoas saudáveis seriam erradamente identificadas como infectadas, testar toda a população do Reino Unido resultaria em mais de meio milhão de pessoas a quem seria dito que tinham de se auto-isolar, juntamente com os seus contactos. Os falsos positivos poderiam acabar por ultrapassar o número de pessoas realmente infectadas, numa proporção de 1.000 para 1, de acordo com as estimativas de Deeks. Um artigo publicado pela SAGE sugeriu que o programa poderia levar a que 41% da população do Reino Unido tivesse de se auto-isolar desnecessariamente no prazo de seis meses devido a falsos positivos, e alertou para potenciais encerramentos de escolas e para a perda dos salários dos trabalhadores devido a resultados incorrectos dos testes. A 11 de Setembro de 2020, estas preocupações foram ecoadas pela Royal Statistical Society, que advertiu numa carta ao The Times que o plano "não parece ter em conta as questões estatísticas fundamentais" e arriscou-se a "causar danos pessoais e económicos a dezenas de milhares de pessoas".

### Perigo de falsos negativos nos testes domésticos
Angela Raffle e Mike Gill, escrevendo no British Medical Journal em Abril de 2021, chamaram à abordagem de rastreio em massa do Reino Unido "uma política mal orientada, pouco provável de reduzir a transmissão", argumentando que as pessoas poderiam ser "tentadas" a usar kits caseiros em vez de irem para o teste PCR mais sensível, deixando-as "falsamente tranquilizadas".

### Especialização
Os académicos, vendo os documentos divulgados, manifestaram a sua preocupação com a aparente falta de informação "por parte de cientistas, clínicos, e especialistas em saúde pública e em testes e rastreio". A 11 de Setembro de 2020, The Guardian informou que o Comité Nacional de Rastreio, que normalmente aconselha o governo e o SNS sobre "todos os aspectos do rastreio da população", não tinha sido consultado sobre os planos. Allyson Pollock (Universidade de Newcastle) declarou que considerava isto incompreensível, uma vez que muitos peritos britânicos estavam disponíveis. Jon Deeks acrescentou: "Há um enorme motivo de preocupação pelo facto de não haver qualquer peritagem de rastreio evidente nos documentos. Eles são escritos por consultores de gestão".